# Pic de Lleràs
El Pic de Lleràs o Puig de Lleràs (en la pronúncia local, «Pui») és una muntanya de 1692 metres que és dins del terme municipal de Tremp, quasi al límit amb el municipi de Conca de Dalt (antic terme de Toralla i Serradell), al Pallars Jussà, al punt de trobada de la Serra de Castellet amb la Serra de Sant Salvador, dos dels contraforts sud-orientals de la Serra de Sant Gervàs. Pertanyia al municipi d'Espluga de Serra, de l'Alta Ribagorça, fins que el 1970 aquest antic municipi fou agregat al de Tremp. Al cim hi ha un vèrtex geodèsic
Aquest cim està inclòs al llistat dels 100 cims de la FEEC amb el nom de Pui de Lleràs. 